# Episinus punctisparsus
Episinus punctisparsus är en spindelart som beskrevs av Yoshida 1983. Episinus punctisparsus ingår i släktet Episinus och familjen klotspindlar.
Artens utbredningsområde är Taiwan. Inga underarter finns listade i Catalogue of Life.